# アルプス社
株式会社アルプス社（アルプスしゃ）は、かつて存在した名古屋市に本社を置く地図の企画制作・販売会社である。
1936年(昭和11年)創立。個人向けに「アトラスRD」シリーズなどの地図の出版と「プロアトラス」シリーズなどのPC向け地図ソフトの制作、販売などを行っていた。2000年時点では国内第3位の地図出版社であり、道路地図「アトラスRD」シリーズの累積出荷数は1997年6月に350万部を突破していた。
2004年12月10日、民事再生法の適用。ヤフーの傘下となる。2008年4月1日、ヤフーへの吸収合併により解散。その後は、ヤフーの中の1セクションとして事業を継続している。「Yahoo!地図」「Yahoo!カーナビ」などはアルプス社時代からのスタッフが中心となり開発している。また、アルプス社の地図データは2011年にOpenStreetMapに寄贈され活用されている。

## 民事再生法の適用
2004年12月10日、アルプス社は民事再生法の適用を申請した。負債総額は約25億円。カーナビゲーションの普及を主な原因とする出版物の売り上げ減少に加え、電子地図データ開発の設備投資がかさみ自主再建を断念した。
12月13日、ヤフーが支援に乗りだし、事業を継承することで合意に達したと発表した。
アルプス社の社外取締役のニコラス・ベネシュは、新興市場であるインターネット上で大きな存在である企業との提携が必要と考え、2000年頃よりヤフーにアルプス社の買収を提案していた。ヤフーは前向きな姿勢を示していたが、アルプス社は拒否し続けていた。しかし出版の売り上げが急激に低下するとアルプス社は資金繰りに困るようになる。アルプス社はヤフーに買収を伺うが、この状態になればこの先どうなるのかは明確なので、ヤフーは「今の時点では買う気はない」と拒否した。融資先を見つけられなかったアルプス社は民事再生法を受けることになった。ヤフーはすぐにスポンサーに名乗り出、結果としてアルプス社の資産と人材を0円で入手することに成功した。

## 主な事業
- 地図データ、地域情報コンテンツの整備、販売
- 道路地図等の各種地図企画、制作、出版
- コンシューマ向け電子地図ソフトの企画、開発、販売
- GIS関連ソフトウェア、ツールの開発、販売
- GIS関連ソリューションサービスの提供
- 各種地図、コンテンツの受託制作
- 米国MapInfo社製品の販売代理店

## 主な製品

### 電子地図ソフト
PC向け地図ソフト「プロアトラス」シリーズ。1996年発売。2007年4月に同じくヤフー傘下のクレオとの業務提携が発表され、クレオに移管した。

### 地図出版物
ビジネス愛知88
創刊年不明。B5版。「アトラスRD」が発売される以前から発売されており、アルプス社の道路地図帳では最古の部類に当たる。愛知県内の市区町村をそれぞれ収録した道路地図。市区町村別の編集で、各都市の主要部には拡大図を設けていた。タイトルの「88」は、当時愛知県が88市町村であったことに由来するもので発行年ではない。
愛知県交通規制道路地図
A4版。愛知県警の全面監修により、県内の一方通行・駐車禁止・通行禁止などの交通規制情報を盛り込んだ道路地図。
アトラスRD
1984年（昭和59年）創刊。当初は「MAGNET（マグネット）」という名称だった。1990年に近畿版、1994年に首都圏版が創刊された。サイズはB5版とA4版があった。2003年に後継シリーズの「アトラスRDX」が発売されたため、2002年版を最後に販売を終了した。「アトラスRDX」が発売されるまで、アルプス社の道路地図の主軸的な製品であった。
アーバンアトラス
都市部を中心とした内容。「ビジネス名古屋」の名称で創刊された名古屋版と東京23区版があった。コンパクトサイズ。
アトラスRD行動圏別道路地図愛知静岡
2001年のみ発行。
アトラスRD詳細
名古屋圏版、札幌圏版、全東京版があった。
アトラスRD広域
広域首都圏版のみ。
県別アトラス
2003年（平成15年）創刊。愛知県版、静岡県版、千葉県版、神奈川県版などがあったが、2006年版以降は愛知県のみに。2011年版を最後に発行終了。
アトラスRDX
2003年（平成15年）4月創刊。以降、発刊終了までアルプス社の主軸的なシリーズだった。北海道版、関東版、東海版、関西版があったが、北海道版は2004年、関東版と関西版は2005年をもって廃刊した。2009年以降は解散に伴いヤフーへ移り、「アトラスRDX東海」のみが継続してヤフーから出版されていたが、2011年（平成23年）3月発行の「アトラスRDX東海2011年版」を最後に発行終了となる。サイズはA4版、B5版、A5版があった。

## 沿革
| 年   | 月 | 日 | |
| ---- | -- | -- | --- |
| 1936 | ?  | ?  | 愛知県名古屋市にて清正堂書房として地図の制作出版を開始。 |
| 1962 | ?  | ?  | 資本金200万円にて株式会社アルプス社を設立。 |
| 1984 | ?  | ?  | 東海地方広域道路地図「地図のデータバンク アトラスRD」を出版。 |
| 1990 | ?  | ?  | 地図データベース構築・地図帳作成システム「ALPS」を開発、「アトラスRD近畿」を出版。                                                                                   |
| 1994 | ?  | ?  | 道路地図「アトラスRD首都圏」を出版。 |
| 1996 | ?  | ?  | 電子地図ソフト「アトラスRD首都圏 for Windows95」を発売。 |
| 1997 | ?  | ?  | 日本初のDVDメディア供給ソフト「プロアトラス97DVD」を発売。 |
| 1998 | ?  | ?  | 「プロアトラス97開発キット」「プロアトラスサーバ」を業務用として発売。                                                                                               |
| 2004 | 5  | ?  | 道路地図「アトラスRDX北海道」を出版。 |
| 2004 | 12 | ?  | 民事再生法の手続きを申請。 |
| 2005 | 1  | ?  | ヤフーの100%子会社化。電子地図ソフト「プロアトラス」シリーズが「Yahoo! JAPAN」のサービスと連携するバージョンアッププログラムを公開。                                 |
| 2005 | 3  | ?  | Webで地図帳の立ち読みができるサービスを開始。 |
| 2005 | 9  | ?  | ヤフーと共同で、利用者から地図の更新情報を収集するシステムの試験運用を開始・公開。                                                                                   |
| 2006 | 3  | ?  | 次世代地図サービスの実験サイト、ALPSLABを公開。 |
| 2006 | 6  | ?  | 株式会社イー・ソリューション・サービスの株式取得。 |
| 2006 | 8  | ?  | 利用者から投稿された地図の更新情報が、最短3日で更新される「Yahoo! 地図情報」の日次更新システム「みんなでつくろう“Yahoo! 地図情報”」をヤフーと共同で開始。            |
| 2006 | 9  | ?  | 株式会社イー・ソリューション・サービスを吸収合併。 |
| 2007 | 5  | ?  | 実際の歩行者の目線で前後・左右・上下あらゆる方向の映像を地図と連動して表示するサイト「ロケーションビュー」を株式会社アイディーユーとアジア航測株式会社と共同で開始。 |
| 2007 | 7  | ?  | 「プロアトラス」シリーズの販売を株式会社クレオに移行。 |
| 2008 | 1  | ?  | ヤフーがアルプス社を4月に吸収合併することを発表。 |
| 2008 | 4  | 1  | ヤフーに吸収合併、解散。 |